# Mimudea gavisalis
Mimudea gavisalis là một loài bướm đêm trong họ Crambidae.